# Forrest Sherman (Schiff, 1955)
Die USS Forrest Sherman (DD-931) war ein Zerstörer der United States Navy und Typschiff der Forrest-Sherman-Klasse. Sie ist das erste Schiff, das nach Admiral Forrest P. Sherman benannt wurde.

## Geschichte

### Bau und Indienststellung
Geordert am 10. März 1951 als erster Zerstörer seit dem Zweiten Weltkrieg, wurde das Schiff am 27. Oktober 1953 bei Bath Iron Works auf Kiel gelegt. Der Stapellauf erfolgte am 5. Februar 1955, nach der Taufe durch die Witwe des Namensgebers. Am 9. November 1955 wurde das Schiff dann bei der US Navy in Dienst gestellt.

### Dienstzeit
Der Zerstörer operierte die ersten Jahre vor allem im Atlantik, der Karibik sowie mit der 6. Flotte im Mittelmeer. 1958 war sie das erste Schiff ihrer Klasse, das binnen drei Monaten den Globus umrundete. In den 1960er Jahren war sie dann wiederum zumeist im Mittelmeer unterwegs. 1968 wurde das Schiff dann modernisiert und mit neuen Kommunikationsanlagen versehen. In den 1970er Jahren nahm sie dann an Operationen im Nordmeer, der Ostsee sowie im nördlichen Atlantik sowie an mehreren Übungen und gemeinsamen Operationen mit den Marinen der mittelamerikanischen Staaten teil. Zu Beginn der 1980er Jahre unternahm der Zerstörer, zusammen mit der USS Mullinnix, Fahrten vor der Ostküste Afrikas. 1982 wurde er dann außer Dienst gestellt. Bis 1990 war die Forrest Sherman der Reserveflotte zugeteilt.

### Verbleib
Das Schiff liegt derzeit in der Inactive Ship Facility Philadelphia (39° 53′ 34,8″ N, 75° 11′ 20,4″ W). Ursprünglich sollte es nach der Streichung aus den Schiffsregistern zur Verschrottung verkauft werden, aber eine gemeinnützige Organisation bemüht sich um den Erhalt des Schiffes als Museumsschiff in Delaware.

## Nachweise
1. ↑  navytimes.com: Group seeks to dock post-WWII ship in Del., abgerufen am 25. April 2011